# Victor Stanley
Admiral Sir Victor Albert Stanley KCB MVO (* 17. Januar 1867; † 9. Juni 1934) war ein hoher Offizier der Royal Navy, der die Reserveflotte befehligte.

## Karriere bei der Marine
Stanley wurde als Sohn von Frederick Stanley, 16. Earl of Derby, geboren, was ihm den Ehrentitel "The Honourable" einbrachte. 1880 trat er in die Marine ein, wurde 1889 zum Leutnant ernannt, im Januar 1901 zum Kommandanten und 1905 zum Kapitän befördert. Er wurde 1905 Marineattaché in Russland, 1909 Kommandant des Kreuzers Essex und 1912 Kapitän des Royal Naval College in Dartmouth. Im Ersten Weltkrieg diente er von 1914 bis 1917 als Kommandant des Schlachtschiffs Erin. 1918 wurde er Marineattaché in der britischen Delegation in Washington, D.C., 1919 Zweiter Kommandant des ersten Schlachtgeschwaders und 1924 Vizeadmiral der Reserveflotte. Am 2. März 1926 wurde er zum Admiral befördert, bevor er im selben Jahr in den Ruhestand trat.
Bei den Parlamentswahlen 1923 kandidierte er erfolglos für die Konservative Partei in Blackpool.
| Partei          | Partei                | Kandidat                   | Stimmen | %    | ±%   |
| --------------- | --------------------- | -------------------------- | ------- | ---- | ---- |
|                 | Liberal Party         | Hugh Mowbray Meyler        | 22,264  | 53.7 | +3.9 |
|                 | Conservative Party    | Hon. Victor Albert Stanley | 19,192  | 46.3 | -3.9 |
| Mehrheit        | Mehrheit              | Mehrheit                   | 3,072   | 7.4  | 7.8  |
| Wahlbeteiligung | Wahlbeteiligung       | Wahlbeteiligung            |         | 84.8 | +6.5 |
|                 | Liberal Party gewinnt | Liberal Party gewinnt      | +       | +3.9 |      |

## Familie
Er heiratete 1896 die Kanadierin Annie Bickerton Pooley, Tochter von Hon. C. E. Pooley, K.C., aus British Columbia.